# مان يوشو

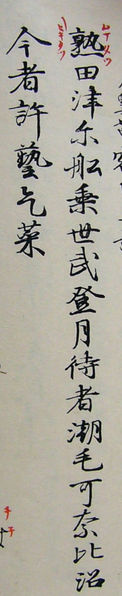

مان يوشو (万葉集) هو أقدم وأهم كتابات الشعر في الأدب الياباني ومعناها «كتاب العشرة آلاف ورقة» وهو عشرون مجلداً، جمع فيها ناشران للكتاب أربعة آلاف وخمسمائة قصيدة، نظمها الشعراء خلال الأربعة القرون السالفة، وفيها تجد على الأخص شعر «هيتومارو» وشعر «أكاهيتو»، وهما الشاعران الرئيسيان اللذان ازدهر فيها الشعر في فترة نارا ومطلع فترة هـيـآن، ومن شعر «هيتومارو» هذه الأسطر الموجزة التالية التي كتبها يرثي بها حبيبته حين ماتت وتصاعد الدخان من جثمانها المحترق إلى شعاب التلال:
أواه؟ أهذه السحابة هي حبيبتي؟
هذه السحابة التي تجوب في الوهد العميق
الذي يتخلل جبل هاتسوزو المنعزل؟.